# Вовчик Михайло
о. Михайло Вовчик (5 червня 1892, Старий Самбір, нині Львівська область — 5 листопада 1953, Донецьк) — український церковний діяч, слуга Божий греко-католицької церкви.

## Життєпис
Закінчив Перемишльську духовну семінарію. У 1920 році рукоположений на священника. Парох у селах Лопушана, Голівка, Нижня Яблінка Старосамбірського та Турківських районах. 
З 1925 по 1930 рр. служив у селі Лопушанка-Хомина. Завдяки його самовідданому служінні у селі простежувалися відчутні зміни. Так, у 1926 р. на зборах села, куди зійшлося 200 людей, прийнято рішення про заснування читальні "Просвіта". Її головою став о. Михайло, а бібліотекарем - дружина Анна. Однак "Просвіту" закрили польські жандарми у 1930 р. в рамках каральних акцій пацифікації.
У селі організували гуртки о. Михайло велику увагу приділяв вихованню та патріотичному дусі. Насамперед намагався надати молодіжному рухові організований характер. Селяни почали вимагати, щоб у школі їхніх дітей навчали рідною українською мовою, оскільки у 1925 р. офіційно ввели в школі другу лекційну мову - польську, що надавало учителям, переважно полякам, право навчати дітей польською. 
12 лютого 1928 р. заснував у цьому селі осередок Української Християнської Організації, до якого в перший же день приєдналося 32 молоді особи.  
У 1942 р. отримав призначення до села Торчиновичі, де і був заарештований енкаведистами у 1947 році. Засуджений на 10 років позбавлення волі. 
Перебував у місті Донецьку, де 5 листопада 1953 року помер.

### Родина
Одружився з Анною Добрянською, в шлюбі народилися два сини і дві доньки. 
Син Іларіон пішов добровольцем в Дивізію «Галичина» та пропав безвісти. 
Син Орест (псевдо «Орел») воював у підпіллі ОУН, був заарештований і 1952 року загинув у таборах. 

### Беатифікаційний процес
Від 2001 року триває беатифікаційний процес прилучення о. Михайла Вовчика до лику блаженних.